# Corvospongilla volkmeri
Corvospongilla volkmeri är en svampdjursart som beskrevs av Rosa de Barbosa 1988. Corvospongilla volkmeri ingår i släktet Corvospongilla och familjen Spongillidae.
Artens utbredningsområde är havet utanför Brasilien. Inga underarter finns listade i Catalogue of Life.